# Tetralonia
Tetralonia  (лат.) — род земляных пчёл, из трибы Eucerini семейства Apidae.

## Распространение
Палеарктика.
В Европе около 60 видов. Для СССР указывалось 48 видов (Радченко, Песенко, 1994).

## Описание
Среднего размера пчёлы (длина 1—2 см). Усики самцов очень длинные. Собирательные волоски образуют так называемую корзинку. Гнездятся в земле.

## Классификация
- Tetralonia caudata Friese, 1905
- Tetralonia cinctula Cockerell, 1936
- Tetralonia fraterna Friese, 1911
- Tetralonia fumida (Cockerell, 1911)
- Tetralonia glauca (Fabricius, 1775)
- Tetralonia gossypii Cockerell, 1931
- Tetralonia labrosa Friese, 1911
- Tetralonia macroceps Engel & Baker, 2006
- Tetralonia macrognatha  (Gerstäcker, 1870)
- Tetralonia malvae  (Rossi, 1790) 
  - = Tetralonia macroglossa
- Tetralonia mesotes  (Eardley, 1989)
- Tetralonia mitsukurii  Cockerell, 1911
- Tetralonia nigropilosa  Friese, 1911
- Tetralonia obscuriceps  Friese, 1916
- Tetralonia obscuripes  Friese, 1905
- Tetralonia paulyi  (Eardley, 1989)
- Tetralonia penicillata  (Friese, 1905)
- Tetralonia rufa  (Lepeletier, 1841)
- Tetralonia ruficollis  (Friese, 1911)
- Tetralonia trichardti  Cockerell, 1933
- Tetralonia wickwari  (Bingham, 1908)